# Слов'янка (станція)
Слов'янка — проміжна залізнична станція 5-го класу Дніпровської дирекції залізничних перевезень Придніпровської залізниці на одноколійній електрифікованій постійним струмом (=3 кВ) лінії Роз'їзд № 5 — Павлоград I між станціями Петропавлівка (17 км) та Покровськ (39 км). Розташована в однойменному селі Синельниківського району Дніпропетровської області.

## Історія
Станція відкрита у 1935 році.
У 1936 році станція отримала назву Хатаєвич — на честь партійного діяча Дніпропетровщини, який любив відпочивати у тодішньому Межівському районі. Нині його ім'я вголос практично не згадують, так як причетний до штучного голодомору у 1932—1933 роках.

## Пасажирське сполучення
Раніше на станції Слов'янка зупинялися приміські поїзди до станцій Авдіївка, Дніпро-Головний, Самар-Дніпровський, Синельникове I (нині скасовані).
До 2024 року через станцію курсував єдиний приміський електропоїзд сполученням Лозова — Покровськ. Наразі пасажирське сполучення тимчасово припинено на невизначений термін.